# 발산 경계

대륙판-대륙판 발산형 경계

발산형 경계 또는 발산 경계(divergent boundary)란 지구에 존재하는 암판중 서로 멀어지는 판의 경계로써 수렴형경계의 반의어이다. 발산형 경계로는 해령과 열곡대가 있으며 이곳은 서로 다른 암판끼리 서로 멀어지기 때문에 그에 따라서 지진과 화산활동이 빈번하고 지진은 주로 천발지진이 일어난다. 해령은 바다에 있는 산맥이며 해양판과 해양판이 서로 멀어지는 경계이고 열곡대는 대륙의 움푹파인 깊은 골짜기로써 대륙판과 대륙판이 서로 멀어지는 경계이다. 열곡대가 더 깊어져서 추후에 바닷물이 차오르면 그후부터 육지에서 바다가 되고 열곡대는 해령이 된다.